# 国分正三
国分 正三（こくぶん しょうぞう、1891年（明治24年）4月25日 - 1974年（昭和49年）12月11日）は、日本の海軍軍人。 最終階級は海軍大尉。戦前のビルマにおいて諜報活動や、独立運動支援に従事した。

## 生涯
ビルマ入りまで
福島県出身。1910年（明治43年）に海軍兵学校入校、1913年（大正2年）卒業（41期）。同期に草鹿龍之介、大田実、木村昌福らがいる。1919年（大正8年）海軍水雷学校高等科学生となり、翌年海軍大尉に進級。第26潜水艦乗組となり、次いで第43潜水艦に配乗。潜水艦畑を歩みだしたが、上官暴行事件を起こす。
1923年(大正12年)、軍法会議で懲役1月、執行猶予1年の判決を受け、国分は免官となった。免官前の国分の位階勲等は正七位勲五等である。
ビルマでの活動
翌年ビルマに入国した国分は諜報活動に従事し、ビルマ独立運動を支援した。夫人は当時の首都ラングーンで歯科医院を開業し、国分は表向き柔道教師を装った。
1937年（昭和12年）に支那事変が勃発したため、日本軍はビルマ公路を攻撃することで援蒋ルートを封鎖する必要が生じた。当時軍令部作戦課長であった草鹿龍之介は国分にビルマ公路の調査を依頼。国分はビルマ人数名を同行し、雲南省大理付近まで踏査した。調査終了後、国分は軍令部に出頭し詳細な報告を行った。その報告は草鹿を感激させるものであったが、海軍側の国分への対応は冷淡であったという。激怒した草鹿は海軍次官・山本五十六に交渉。山本は草鹿の意を了解し、軍務局長・井上成美らと国分、草鹿が面談した結果、国分はその後ビルマの油田調査にあたることとなった。また海軍は国分に『ビルマ施策大綱案』の立案を勧めている。国分はこれに応じてウ・オン・タンによる『ビルマ独立計画書』を提出した。
1939年（昭和14年）ごろには、タキン党（ビルマ独立を目的とする政党）幹部と接触を持つようになり、同党の革命計画に参加した。翌年には陸軍の鈴木敬司大佐らがビルマ事情の調査を開始し、ビルマに対する陸海軍の協力体制が整えられ、1940年（昭和16年）3月には、大本営直属の南機関が設置され、国分は海軍側要員として参加した。しかし同年8月に国分は英国官憲に逮捕され国外追放された。